# لئون چمبرز-پریلون
لئون چمبرز-پریلون (انگلیسی: Leon Chambers-Parillon؛ زادهٔ ۵ نوامبر ۲۰۰۱) بازیکن فوتبال است.